# محمدامین رسول‌زاده
محمدامین رسول‌زاده با نام کامل محمدامین آخوند حاجی ملا علی‌اکبر اوغلی رسول‌زاده (به آذری: محمد امین آخوند حاجی ملا علی اکبر اوغلی رسولزاده؛ ۳۱ ژانویه ۱۸۸۴ – ۶ مارس ۱۹۵۵) یکی از بنیان‌گذاران فرقهٔ دموکرات ایران، سردبیر روزنامهٔ ایران نو و از اندیشه پردازان سوسیال دموکراسی در جنبش مشروطه ایران بود.

## زندگی

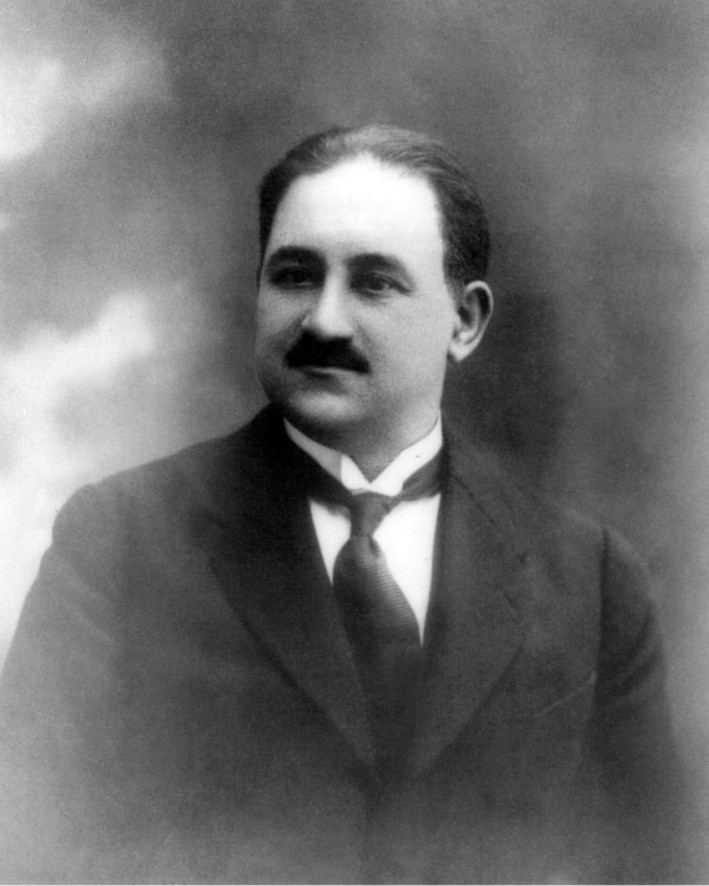
رسول‌زاده

محمدامین رسول‌زاده در ۳۱ ژانویه سال ۱۸۸۴ در روستای نوخانی در باکو به دنیا آمد. پدرش یک روحانی بود و او را در مدرسه «روس-مسلمان» به مدیریت سلطان‌مجید غنی‌زاده ثبت‌نام کرد. او تحصیلات عالی‌اش را در مدرسه فنی باکو به زبان روسی ادامه‌داد. نخستین سال‌های فعالیت انقلابی محمدامین رسول‌زاده که پایه‌گذار نه تنها جنبش استقلال ملی آذربایجان بلکه جمهوری دموکراتیک آذربایجان است، مصادف با همین سال‌ها است. جمهوری دموکراتیک آذربایجان نخستین جمهوری در جهان اسلام بود.
رسول زاده در سال ۱۹۰۲، زمانی که تنها ۱۷ سال داشت، «سازمان جوانان مسلمان» را بنیان گذاشت که از جمله اهداف آن، چاپ و پخش بیانیه و تبلیغشان در بین کارگران کارخانه‌ها بود و در این راستا نشریه‌ای به نام «همت» انتشار داد که بعدها «تکامل» نام گرفت. او در سال ۱۹۰۵ در جریان مبارزات انقلابی خود با استالین آشنا شد. آن موقع هر دو بیست ساله بودند و رسول‌زاده به عنوان روزنامه‌نگار کار می‌کرد. او مقاله‌هایی را برای انواع روزنامه‌های مخالف می‌نوشت و با گروه مساوات آذربایجان همکاری داشت. استالین نیز در باکو بود و کارگران شرکت نفت را علیه سرمایه‌داری تزار روسیه، رهبری می‌کرد. زمانی که مقامات رسمی امپراتوری روسیه تلاش کردند که استالین را دستگیر و زندانی نمایند، رسول‌زاده او را در آپارتمان شخصی‌اش پنهان کرده و جانش را نجات داده بود. وی در ۱۹۰۶ در روزنامه «قلم» مقاله می‌نوشت و آنگاه به سردبیری موقّت روزنامه رسید. او در این سال نیز سردبیری «تکامل» را عهده‌دار گردید.
رسول‌زاده که در تشکیل هویت نوین آذربایجان نقش داشت، بخش بزرگی از زندگی‌اش را صرف استقلال آذربایجان و ایجاد جریان روشنفکری در بین مردم آن منطقه کرد.
وی سرانجام بر اثر دیابت درگذشت.

## مهاجرت به ایران
در ۱۹۰۷ و در پی سرکوب سیاسی در روسیه با ۸۰۰ قفقازی (ایرانی و غیرایرانی) به ایران آمد و در دوران استبداد صغیر به همراه تعدادی از اعضای حزب همت (که موسسش بود) و سایر مشروطه‌خواهان در عمل فتح تهران بود.
پس از فتح تهران (در ژوئیه ۱۹۰۹) و در دوره دوم مشروطه همراه کسانی چون سیدحسن تقی‌زاده و سلیمان میرزا اسکندری و سیدمحمدرضا مساوات، فرقهٔ دموکرات را بنیان نهاده و روزنامهٔ «ایران نو» (ارگان رسمی حزب) را انتشار دادند. او سردبیر این نشریه شد.
ایران نو از تأثیرگذارترین و پراهمیت‌ترین نشریات دوره مشروطه ایران محسوب می‌شود. این روزنامه، برای اولین بار روزنامه‌نگاری به سبک اروپایی را در ایران آغاز نمود و به دفاع از حقوق غیرمسلمانان و معرفی اندیشه‌های سوسیالیستی پرداخت. او به فعالیت در فرقه عامیون (دموکرات) نیز پرداخت.
سرانجام در سال ۱۹۱۱ و در کشاکش رقابت‌ها و جدال احزاب رقیب عامیون و اعتدالیون با فشار روسیه تزاری از ایران اخراج شد.

## تأسیس جمهوری خلق آذربایجان
در سال ۱۹۱۱ به ترکیه رفت و به «اولکو اوجاکلاری: انجمن ایدئال گرایان» از گروه‌های ترک‌گرای افراطی پیوست. پس از آغاز جنگ جهانی اول به باکو بازگشت و فعالیت خود را از سرگرفت. در ۱۹۱۷ که امپراتوری روسیه ساقط شد، او زمینه را برای ایجاد کشور آذربایجان فراهم یافت. او و حزب مساوات (که خود موسسش بود) بر آذربایجان‌بودنِ مناطقی که پیش‌تر، شروان و گنجه و اران نامیده می‌شدند، اصرار می‌ورزید. در ۲۸ مه ۱۹۱۸ تشکیل جمهوری آذربایجان به رغم اعتراض رفقای سابق او در ایران و اعتراض ایران به آذربایجان نامیدن سرزمین‌های شمال رود ارس، رسول‌زاده با اکثریت آراء به عنوان رهبر شورای ملی آذربایجان برگزیده شد.

## تبعید

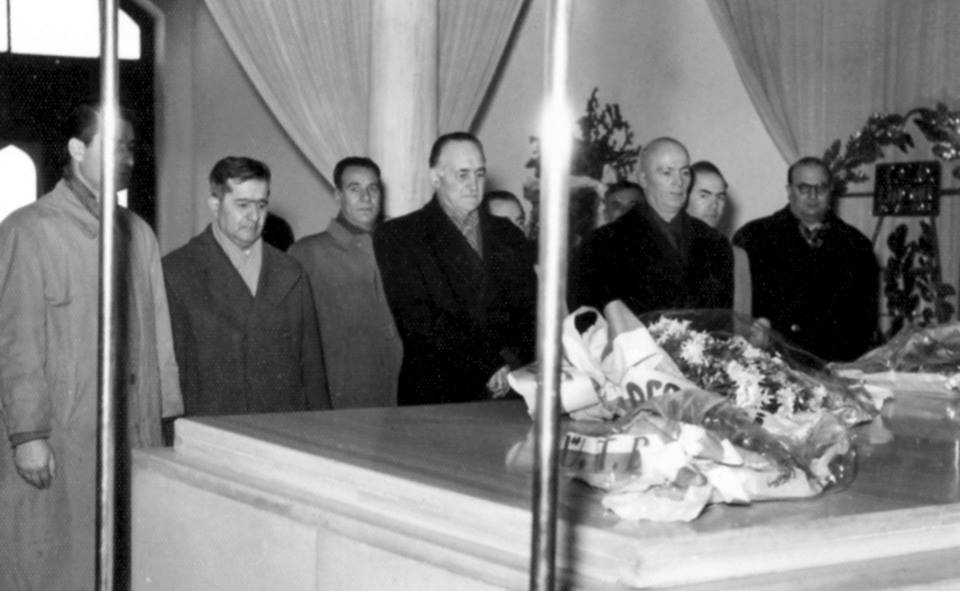
محمدامین رسول‌زاده به همراه دوستانش در آرامگاه آتاترک، آنکارا، ترکیه.

استالین و رسول‌زاده پس از فعالیت‌های ناسیونالیستی حزب مساوات یکدیگر را در تعارض دیدند و رسول‌زاده به یاری برخی از اعضای حزب مساوات، به فنلاند گریخت و از آنجا در سال ۱۹۲۲ به ترکیه رفت و چند سالی در ترکیه، نویسنده بود.
استالین از آتاترک خواست تا طبق قرارداد استرداد مجرمان سیاسی، رسول‌زاده را به شوروی تحویل دهد. آتاترک از رسول‌زاده خواست تا آرام شدن اوضاع ترکیه را ترک کند. رسول‌زاده به لهستان رفت و در آنجا با ژوزف پیلسودسکی رهبر لهستان دیدار کرد. چندی بعد با دختر برادر یا خواهر پیلسودسکی ازدواج کرد. با حمله آلمان به لهستان در ۱۹۳۹، رسول‌زاده به ترکیه بازگشت. در این زمان هیتلر برای عملی‌کردن نقشه‌های بلندمدتش، نیاز به کسانی داشت که در منطقهٔ قفقاز نماینده او باشند. هیتلر وصف رسول‌زاده را شنیده و تشخیص داده‌بود که او فردی مناسب است. رسول‌زاده در آلمان با هیتلر دیدار کرد. هدف او ایجاد کشور آذربایجان به یاری آلمان بود.

## میراث و اندیشه‌ها

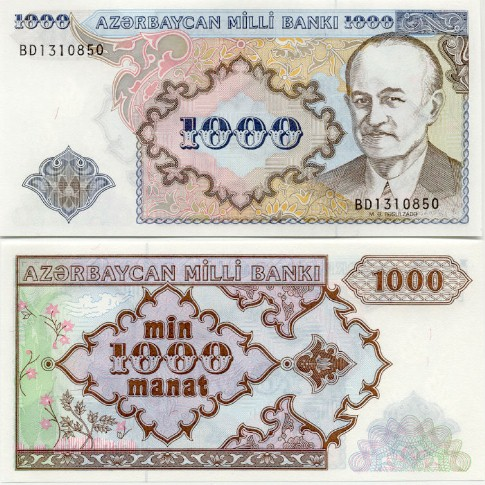
واحد پول آذربایجان: ۱۰۰۰ منات (۱۹۹۳). با تصویر محمد امین رسول‌زاده.

در سراسر کشور آذربایجان برای بزرگداشت رسول زاده یادبودهایی وجود دارد مثلاً دانشگاه دولتی باکو به افتخار او نامگذاری شد یا تصویر او بر اسکناس‌های هزار مناتی آذربایجان بین سال‌های ۱۹۹۳ تا ۲۰۰۶ نقش بسته بود.

او در میان شخصیت‌های آذربایجانی از وجهه بالایی برخوردار است. فریدون آدمیت دربارهٔ او چنین نوشته است: 
«او اندیشه‌گری است پرمایه، با ذهنی فرهیخته و فکری منظم و منطقی. از مردان استوار و بافضیلت بود.» 
رسول‌زاده در آغاز مانند آخوندزاده از نخستین مبلغان ناسیونالیسم ایرانی بود که ایران پیش از اسلام را نمونهٔ عالی خود می‌دانستند. رسول‌زاده در نوشته‌هایش که در نشریات فارسی‌زبانِ باکو و سپس در تهران چاپ می‌شدند، تلاش داشت آذری‌ها را تشویق بکند که سابقهٔ ایرانی خود را فراموش نکنند. او حتی برای نشریهٔ فارسی‌ای که در قفقاز منتشر می‌کرد، نامِ «سیاوش عصر ما» را برگزید.
لازم است ذکر شود که زنکوفسکی در کتابش با نام «پان‌ترکیسم و اسلام در روسیه» می‌نویسد که نوشته‌های نخستینِ رسول‌زاده مانند نوشته‌های مسلمانان قفقازی همچون توپچی‌باشی و آقایف نشان می‌دهد که او در ابتدا تحت‌تاثیر پان‌اسلامیسمِ سید جمال‌الدین اسدآبادی بوده است.
او پس از اخراج از ایران و همکاری با گروه ترک‌های جوان، یک پان‌ترکیستِ دوآتیشه شد.

### تأکید بر پیوندهای فرهنگی ایران و آذری‌های قفقاز و ماهیت ایرانی
برخلاف سیاست‌هایی که از دوره شوروی به ویژه در دوران باقراف تا به امروز در حوزه فرهنگی و زبانی منطقه پیگیری شد و باعث ایران‌زدایی می‌شد، رسول‌زاده نه تنها قائل به جدایی فرهنگی دو منطقه نبود بلکه بسیاری از جنبه‌های فرهنگی کشوری که آن را جمهوری آذربایجان نامید، مرهون ایران یا محصول تعامل می‌دانست و بر این عقیده استوار بود که فرهنگ و سنت ایرانی اساس آموزش و فرهنگ مسلمانان قفقاز را تشکیل می‌دهند. وی خطاب به همکاران ایرانی خود در روزنامه‌ها و جراید ایران می‌نویسد:
ادبیات ما، ادباء ما، شعراء ما و بالخاصه متاخرین از مکاتب قدیمه با فیض و برکت ایران پرورش یافته‌اند. فردوسی، سعدی، حافظ، خیام، ملای روم و سایر ایرانیان، سخن‌گو و سرآمد سخن عادتاً از طرف ما پیشوا و مقتدا محسوب گشته و در میان ما اصول و عادات ایران اساس تربیت اتخاذ شده و آشنایان ما به زبان فارسی و دستداران آن در میان ما کم نیستند و ما می‌توانیم به شعرای نامدار دوره اخیر ایران از قبیل نظامی، خاقانی و مهستی افتخار کنیم … آذربایجان قفقاز حدالامکان باید صبر کند قرضی را که از ایران گرفته، اعاده کند. موسیقی‌دان‌های ما اگر چه خصوصیت خود را محفوظ داشته‌اند، ولی اساس اعتبار آنها موسیقی ایران است که ما به توسط اپرا و اپرادان‌های خودمان تا حدی قرض خویش را به ایران اداء می‌نمائیم.